# Pully
Pully – miasto i gmina (commune) w zachodniej Szwajcarii, w kantonie Vaud, w okręgu (district) Lavaux-Oron. Jest jedną z najbogatszych gmin na przedmieściach Lozanny.

## Położenie
Leży nad Jeziorem Genewskim, na południowy wschód od centrum Lozanny, zajmując w przybliżeniu teren położony między wpadającymi do jeziora potokami La Vauchère (na zachodzie) i La Paudèze (na wschodzie).

## Demografia
W Pully mieszkają 18 984 osoby. W 2021 roku 32,1% populacji gminy stanowiły osoby urodzone poza Szwajcarią.

## Transport
Przez teren miasta przebiegają autostrada A9 oraz drogi główne nr 9, nr 138 i nr 141.

## Wątki polskie
W 1971 r. na miejscowym cmentarzu pochowano zmarłego 28 stycznia w Lozannie pisarza Stanisława Vincenza. Po śmierci jego żony, Ireny Vincenzowej 14 października 1991 prochy jej i męża przewieziono do Polski i 14 grudnia tego roku złożono na Cmentarzu Salwatorskim w Krakowie (sektor SC12-D-3)

## Współpraca
Miejscowość partnerska:
- Obernai, Francja